# Nio-Baboute
Pour les articles homonymes, voir NIO et Baboute.
Nio est une localité de la région du Centre au Cameroun, localisée dans la commune de Mbandjock et le département de la Haute-Sanaga.

## Population
En 1963, Nio comptait 35 habitants, principalement des Vute (ou Babouté, d'où son nom).
Lors du recensement de 2005, ce nombre s'élevait à 55.